# Атвуд (лунный кратер)
Кратер Атвуд (лат. Atwood) — небольшой ударный кратер в Море Изобилия на видимой стороне Луны. Название дано в честь английского физика и математика Джорджа Атвуда (1745—1807) и утверждено Международным астрономическим союзом в 1976 г. 

## Описание кратера
Кратер расположен на северо-западе от кратера Лангрен и до получения собственного наименования в 1976 г. имел обозначение Лангрен K (в системе обозначений так называемых сателлитных кратеров, расположенных в окрестностях кратера, имеющего собственное наименование). На севере от кратера расположен кратер Наонобу (бывший Лангрен B), на востоке-юго-востоке кратер Акоста (бывший Лангрен С), на западе кратер Бильхарц (бывший Лангрен F). 
Селенографические координаты центра кратера 5°53′ ю. ш. 57°47′ в. д. / 5,88° ю. ш. 57,78° в. д., диаметр 28,6 км, глубина 2500 м.
Кратер примыкает к границе внешнего откоса кратера Лангрен и породы, выброшенные при образовании последнего кратера, образуют примыкающие к южной части вала невысокие хребты. Высота вала над окружающей местностью составляет 900 м, объем кратера составляет приблизительно 570 км³. В чаше кратера имеется небольшой центральный пик с возвышением 460 м примыкающий к хребту тянущемуся к северной части кратера.

## Сателлитные кратеры
Отсутствуют.